# Phapitreron brunneiceps
A Phapitreron brunneiceps a madarak osztályának galambalakúak (Columbiformes) rendjébe és a galambfélék (Columbidae) családjába tartozó faj.

## Rendszerezése
A fajt Frank Swift Bourns és Dean Conant Worcester írták le 1894-ben. Egyes szervezetek szerint a szürkefülű gyümölcsgalamb (Phapitreron cinereiceps) alfaja Phapitreron cinereiceps brunneiceps néven

## Előfordulása
A Fülöp-szigetekhez tartozó Mindanao és Basilan szigeteken honos. Természetes élőhelyei a szubtrópusi vagy trópusi síkvidéki és hegyi esőerdők. Magassági vonuló.

## Megjelenése
Testhossza 26–27 centiméter, testtömege 80–159 gramm.

## Életmódja
Feltehetően gyümölcsökkel és magvakkal táplálkozik.

## Természetvédelmi helyzete
Az elterjedési területe nem nagy és a fakivágások miatt gyorsan csökken, egyedszáma 10 000 alatti és csökken. A Természetvédelmi Világszövetség Vörös listáján sebezhető fajként szerepel.